# Pravoslavna crkva Vaznesenja Gospodnjeg u Kovačevu Selu sa starim hrastom
Pravoslavna crkva Vaznesenja Gospodnjeg u Kovačevu Selu pravoslavna je parohijska crkva. Zbog blizine Požarnice, obično se navodi da je u Požarnici, premda je na teritoriju Kovačeva Sela. U blizini je stari hrast koji je također zaštićen i s njome čini prirodno-građevinsku cjelinu.
Nacionalni spomenik BiH čine hram Vaznesenja Gospodnjeg, ostatci stare školske zgrade, groblje i stari hrast. U cjelinu ulaze i zidne slike. Nalazi se sjeverno od magistralnog puta Tuzla - Bijeljina. Sagrađena je za pravoslavne vjernike koji žive u selima na južnim obroncima planine Majevice. Podignuta je 1896. Posvećena je 26. listopada 1896. godine. Posvetio ju je mitropolit Nikolaj (Mandić). Spada u malobrojne pravoslavne crkve iz austro-ugarskog vremena u BiH koje su ukrašene zidnim slikarstvom.
Povjerenstvo za očuvanje nacionalnih spomenika BiH proglasila je ovu prirodno-građevinsku cjelinu 2009. godine nacionalnim spomenikom Bosne i Hercegovine.